# Spermacoce latimarginata
Spermacoce latimarginata är en måreväxtart som beskrevs av Harwood. Spermacoce latimarginata ingår i släktet Spermacoce och familjen måreväxter. Inga underarter finns listade i Catalogue of Life.